# Parafia św. Michała Archanioła w Linowie
Parafia św. Michała Archanioła w Linowie – parafia rzymskokatolicka w diecezji toruńskiej, w Dekanacie Radzyńskim, z siedzibą w Linowie.

## Historia

### Proboszczowie
- ks. Wojciech Żuchowski
- ks. Mirosław Kaźmierski
- ks. Henryk Łoziński
- ks. Jan Kamiński
- ks. Benedykt Górnowicz
- ks. Józef Koszałka
- ks. Dreszler
- ks. Jan Bruski
- ks  Jan Chamier-Gliszczyński
- ks. Mortowicz
- ks. Semrau
- ks. Gulczyński
- ks. Sztolc
- ks. Kalinowski
- ks. Zieliński

## Zasięg parafii
Do parafii należą wierni z miejscowości: Boguszewo, Kitnowo, Rychnowo i Linowo.